# Пупавац
Пупавац (лат. Upupa epops) птица је из реда Coraciiformes и једини члан породице Upupidae. Насељава Евроазију и Африку. Препознаје се по живописним бојама и крестом од перја. Једна острвска врста - џиновски пупавац са острва Света Хелена је изумрла, док се пупавац са Мадагаскара понекад издваја у посебну врсту. Назив „пупавац”, као и енглески „hoopoe” и латински „upupa” су ономатопејски називи. 
Пупавац је смештен у ред викачица или крешталица (Coraciiformes), групу која укључује и водомаре, пчеларице, златовране и шумске пупавце. Блиска повезаност између пупаваца и шумских пупаваца је поткрепљена и јединственом природом њихових стремењача (ушних кошчица). У таксономији по Сибли-Алквесту пупавци су смештени у посебан ред Upupiformes у који неки смештају и шумске пупавце. Фосилни остаци пупаваца су оскудни, са најранијим фосилима пореклом из квартара. Фосилни остаци њихових рођака су старији фосили шумских пупаваца датирају из миоцена, а изумрле фамилије Messelirrisoridae из еоцена. 
Неколико аутора издвајају мадагаскарског пупавца (U. e. marginata) и афричког пупавца (U. e. africana) као посебне врсте, али разлика између свих подврста пупаваца је безначајна, а једино мадагаскарски пупавац има различито оглашавање. Једина позната посебна врста, џиновски пупавац U. antaios, је изумрла. Тај пупавац живео је на југозападном афричком острву Света Хелена, али је изумро у 16. веку највероватније због увођења дошљачких животињских врста на острво доласком човека. Род Upupa створио је Карл Лине у свом чувеном делу Systema Naturae из 1758. године.
Он је тада укључивао три друге врсте са дугим закривљеним кљуном:
- (сад ), северни ибис
- (сад ), црвенокљуна чавка

## Подврсте
9 подврста пупаваца су наведене у познатом делу Приручник за птице света. Разлика у подврстама састоји се у њиховој величини као и јачини боје перја. 

## Размножавање
Пупавци су моногамни иако, како се чини, везивање парова траје само током једне сезоне. Такође су и територијални, са мужјацима који се често оглашавају да би означили власништво над тим подручјем. Борбе између супарничких мужјака (некада и женки) су честе и могу бити бруталне. Супарници ће покушати да убоду једно друго кљуном што може узроковати и слепило. Гнездо је смештено у шупљини дрвета или зида са уским улазом. Може бити голо или постављено са разним отпацима. Само женка лежи на јајима. Величина насада варира и већа је код северне популације и оне на већим надморским висинама. Број јаја у насаду у северној Европи и Азији је око 12 а у тропима је 4. Јаја су округла и плава по снешању али убрзо изгубе боју у прљавим гнездима. Теже 4,5 грама, а период инкубације је око 15 дана.
Пупавци су добро развили одбрану против предатора у гнездима. Тртична жлезда женке која лежи на јајима се трансформише да производи течност ужасног мириса а то исто чине и жлезде птића. Та течност мириса поквареног меса бива утрљана у перје и служи да одврати предаторе али и паразите а верује се да има и антибактеријско дејство. Лучење ове течности престаје након што птићи напусте гнездо. Као додатни начин одбране од грабљиваца птићи су већ шести дан способни да прсну измет на уљезе а служе се и звуковима налик на змијско шиштање. Могу и да нападају кљуном или крилима. Инкубација јаја траје између 15-18 дана. Током тог периода женку храни мужјак. Птићи се излежу асинхроно. Прекривени су паперјем. У периоду 9-14 дана са њима је женка док касније и она помаже мужјаку у храњењу. Између 26. и 29. дана напуштају гнездо и у почетку остају у близини родитеља око 7 дана.

## Односи са људима
Пупавци су особене птице и заузимају посебно место у народном предању и култури људи у већем делу подручја где живе. Томе је допринела и њихова особина да се често гнезде у близини људи.
У Древном Египту сматрани су светим а у Персији симболом чедности.У Исламу је забрањено убијати ову животињу, забрана је дошла од Божијег посланика Мухамеда салалаху алејхи ве селеме. У Библији су наведени међу животињама које су неукусне и не би требале да се једу. У већем делу Европе сматрани су лоповима, а у Скандинавији предзнацима рата. У естонској традицији снажно су повезани са смрћу и подземним светом, а њихова песма сматрала се злослутном. У Египту су насликани на зидовима гробница и храмова, а слично је било и на Минојском Криту. 
Исхрана пупаваца састоји се од многих инсеката штеточина за усеве нпр. четних прелаца. Због тога су законом заштићени у многим земљама. 
Пупавац је национална птица Израела. Изабран је у мају 2008. поводом 60. годишњице државе, а као победник велике анкете. Такође је национална птица покрајине Пунџаб у Индији.
У Овидијевим Метаморфозама, краљ Тракије Тереј муж Прокне, силује сестру своје жене Филомелу и након тога јој одсеца језик. За освету Прокне убија њиховог сина Итиса и сервира га свом мужу као печење. Када Тереј угледа главу дечака послужену на столу, узима мач и у тренутку када покуша да убије жену и њену сестру сви се претварају у птице: Филомела у славуја, Прокне у ластавицу, а Тереј у пупавца. 
Пупавац је изабран за лого Универзитета у Јоханезбургу.

## Опис
Пупавац је најпознатији по својој карактеристичној украсној круни коју носе оба пола. Одважно је смеђе-наранџасто обојен са црно-белим пругама по леђима и крилима налик зебриним које се утапају у позадину када га се посматра из даљине. 
Пупавац је дугачак 25-32 cm, са распоном крила од 44 до 48 cm. Тежина му износи 46-89 грама. Смеђе-наранџасте је боје, док су му крила и реп црно-бело испругани. То је крајње особена птица са дугим, танким и зашиљеним кљуном који је црн са сивосмеђом основом. Појачана мишићавост главе омогућава отвореност кљуна приликом бушења тла. Пупавац има широка и заобљена крила способна за јак лет. Крила су већа код северне популације селица. Дугачка пера на његовој глави имају црне врхове и полегнута су према затиљку, а повремено их рашири у кресту. Кљун му је танак и дугачак, повијен надоле. Мужјак и женка су исти. 
Имају особен таласаст лет, попут лета великог лептира, омогућен полузатвореним крилима при крају сваког замаха или кратког низа замаха. Цвркут пупаваца је тросложан "уп-уп-уп" на основу чега је птица и добила име. У Хималајима цвркут пупаваца се може заменити са цвркутом хималајске кукавице иако она обично производи четири слога. Други звукови које пупавац производи су шкрипаво грактање и звиждање. Шиштећи звук производе женке током лежања на јајима када их хране мужјаци. Пупавци се често сунчају ширећи крила и реп и забацујући главу. Такође су склони ваљању у прашини или песку. 

## Распрострањење
Пупавац је широко распрострањен у Европи, Азији, северној Африци, субсахарској Африци и на Мадагаскару. Већина европских и северноазијских птица се сели у топле крајеве за време зиме, док су афричке птице станарице. Делови популације могу залутати и шире од овог подручја па су неки примерци виђени и на Аљасци. Године 1975, је припадници U. e. saturata су запажени у делти Јукона. У Европи пупавци се размножавају и северније од свог уобичајеног појаса распрострањености, те су тако чести у Енглеској за време топлих и сувих лета када се намножи пуно скакаваца и других инсеката. Међутим од раних 1980-их њихова популација у северној Европи је у опадању вероватно због климатских промена. Године 2015, у Ирској је забележен рекордан број, са најмање 50 птица забележених на југозападу земље. То је био највећи забележени број од 1965. године када је виђено 65 примерака.
Пупавац може да живи у подручјима која испуњавају два главна услова: голо земљиште или са слабом вегетацијом и вертикалне површине са шупљинама (као што су дрвеће, стене или чак зидови, кућице за птице, пластови сена и напуштене јазбине) у којима се гнезди. Овакви захтеви могу се задовољити у великом броју екосистема што за последицу има да они насељавају широки појас станишта од вресишта, шумских степа, савана и пашњака до пропланака. Подврста са Мадагаскара насељава и шуме. Промена природних станишта од стране људи у сврху пољопривреде довела је до њиховог насељавања маслињака, воћњака, винограда, паркова и фарми, иако су мање присутни у подручјима интензивне пољопривреде. У неким подручјима пупавци мигрирају склањајући се од кише као на Цејлону и западној Индији. Виђени су и на великим надморским висинама током миграција преко Хималаја и то чак на 6400 m. 

## Гнежђење
Гнезди се углавном у дупљама дрвећа. Иако живе у паровима, само женка лежи на јајима. Женка и птићи у опасности излучују смрдљиви секрет из тртичне жлезде, као одбрамбени механизам. Због тога је и настала изрека: „Смрдиш као пупавац“!

## Исхрана
Исхрана им се састоји од инсеката али хватају и ситне гмизавце и жабе као и семе и плодове. Самостално трагају за храном по тлу. Понекад лове у лету у потери за ројевима инсеката када их њихова снажна крила чине брзим и окретним. Чешће пак обилазе отворена подручја застајући да би забили кљун у тло. Ларве и лутке инсеката и подземне зрикавце откривају кљуном а затим из извлаче кљуном или ископавају снажним канџама. Инсекте лове и на површини тражећи их кљуном по гомили лишћа, подижући камење или откидајући кору дрвећа. Уобичајени јеловник састоји се из цврчака, скакаваца, разних тврдокрилаца, ухолажа, цикада, стеница и мрава. Крупнији плен ударају о земљу или о камен како би их убили или уклонили несварљиве делове попут крила и ногу.